# Bitwa pod Seckenheim
Bitwa pod Seckenheim – rozstrzygająca bitwa w trakcie wojny badeńsko-palatynackiej (niem. Mainzer Stiftsfehde), w latach 1461–1462.
Po śmierci, w 1449 w Worms, 25-letniego elektora Ludwika IV opiekę nad jego jednorocznym synem Filipem objął brat Ludwika, Fryderyk I. W okresie swojego panowania Fryderyk poszerzył znacznie terytorium, przekształcając Palatynat Reński w jedno z najpotężniejszych i nowoczesnych księstw w zachodnich Niemczech. Zgodnie z postanowieniami złotej bulli Karola IV, Fryderyk I mógł pozostawać zastępcą nieletniego Filipa do czasu osiągnięcia przez chłopca pełnoletniości. Chcąc obejść to prawo, zaadoptował on chłopca w 1451 oraz zdecydował się nie wstępować w związek małżeński, aby zachować porządek dziedziczenia (później poślubi on potajemnie Klarę Dett). Dzięki temu Fryderyk I mógł sprawować władzę jako jedyny elektor, co poparli liczni książęta oraz papież. Przeciwko tej decyzji opowiedział się jednak cesarz Fryderyk III Habsburg, który z powodów politycznych wypowiedział wojnę nowemu władcy Palatynatu.
W 1460 cesarz i sprzymierzeni z nim władcy oraz biskupi rozpoczęli działania wojenne. 4 lipca doszło do bitwy pod Pfeddersheim, zwycięskiej dla sił Fryderyka I. Krótko później w szeregach sojuszników cesarskich doszło do sporów, wobec czego władca zmuszony był szukać nowych sprzymierzeńców. Pozyskał margrabiego palatynackiego Ludwika oraz nowego arcybiskupa, Karola badeńskiego. Sprzymierzeni ponownie zebrali swoje siły, liczące 10 000 ludzi, pod Pforzheim, skąd wkroczyli do Palatynatu. 27 czerwca 1462 oblegli miasto Heidelsheim. Obóz wojskowy założono pod St. Leon-Rot, skąd przeprowadzano liczne najazdy na okoliczne wioski, które pustoszono, a ludność zabijano. Tymczasem Fryderyk I, niezauważony przez przeciwnika, zebrał swoje siły w Leimen i nocą 30 czerwca skierował się na południe ku Seckenheim, które dzień wcześniej spustoszyły wojska cesarskie.
Rankiem następnego dnia jazda cesarska w sile 800 ludzi, zbliżając się ponownie do miasta, została niespodziewanie zaatakowana przez 1100 palatynackich rycerzy i 2000 piechoty, która z okrzykiem Hut paltzgraff vnd nimmer mee! (Palatyn dziś albo nigdy) uderzyła na tyły wroga. Oddział cesarski zmuszono do rozdzielenia się, odcinając mu drogę powrotną do obozu. O losach bitwy zadecydował atak piechoty złożonej z mieszkańców i chłopów spod Heidelbergu, którzy przeważyli szalę zwycięstwa na stronę palatynacką. Chłopi zastosowali taktykę szwajcarskich landsknechtów, uderzając swoimi maczugami w kończyny koni, raniąc je pikami i ściągając z nich jeźdźców za pomocą gizarm i halabard. Do niewoli trafiło około 400 rycerzy cesarskich, wśród nich biskup Metzu oraz jeden z dowodzących, hrabia Ulryk V Wirtemberski. Bitwa pod Seckenheim była decydującym starciem wojny, zakończonej zwycięstwem Palatynatu.